# ユーダリル

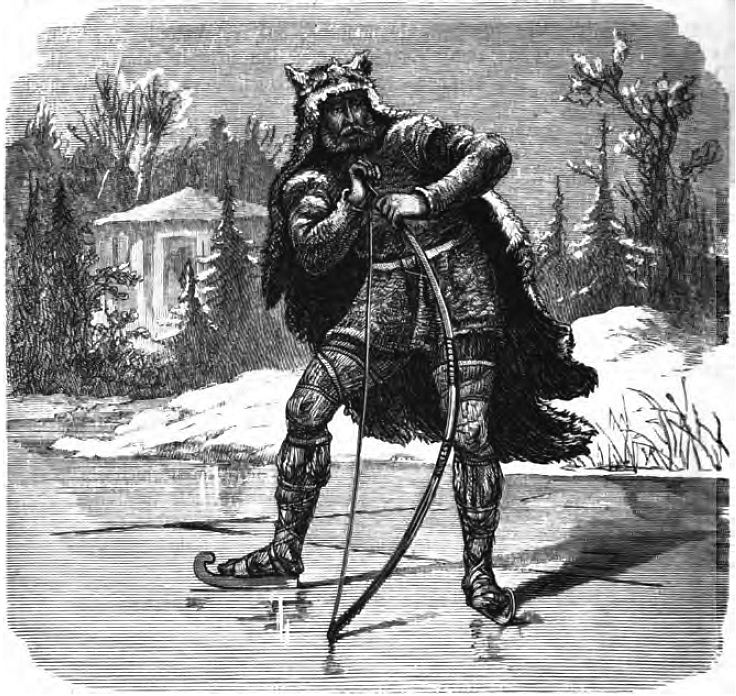
ユーダリルを背に立つウル。

ユーダリル（古ノルド語: Ýdalir。綴りは他にYdalirも）は、北欧神話に登場する地名である。その名前は「イチイの谷」を意味する。
『グリームニルの言葉』第5節では、「ウルが自らの館を築いたところ」という趣旨で、トールのいるスルーズヘイムの次として、2番目に紹介される。